# Sabine Dünser
Sabine Michaela Dünser (ur. 27 czerwca 1977, zm. 7 lipca 2006) – liechtensteińska wokalistka znana z występów w grupie muzycznej Elis oraz nieistniejącej obecnie Erben der Schöpfung.
Dünser zmarła w wyniku wylewu krwi do mózgu, którego doznała w piątek 6 lipca 2006 roku podczas próby grupy Elis (zgon nastąpił w szpitalu dzień później).